# بیمارستان کودکان آلفرد دوپونت
بیمارستان کودکان آلفرد دوپونت (به انگلیسی: Alfred I. duPont Hospital for Children) بیمارستانی در شهر ویلمینگتن ایالات متحده آمریکا است که در ۱۹۴۰ میلادی ساخته شد و دارای ۲۰۰ تخت است.